# مارسيلو فرنان
مارسيلو فرنان (بالإنجليزية: Marcelo Fernan)‏ (و. 1927 – 1999 م) هو بروفيسور (أستاذ جامعي)، وسياسي، ومحام من الفلبين ولد في سيبو.

## التعليم
تعلم في جامعة هارفارد.